# Shu Qi
Lin Li-hui (kinesisk: 林立慧; pinyin: Lín Lìhuì; født 16. april 1976), bedre kendt af hendes scenenavn Shu Qi, er en taiwansk skuespillerinde og model. Hun er også blevet krediteret som Hsu Chi og Shu Kei (kantonesisk udtale af "Shu Qi"). Hun er blandt de højest betalte skuespillerinder i Kina.

## Tidligt liv
Hun blev født i Xindian Township i Taipei County (nu New Taipei City). Shu Qi rejste til Hong Kong i en alder af 17 år for at starte en filmkarriere. Hun kom til sidst i stald hos Hong Kongs filmproducenten Manfred Wong, som indgik en kontrakt med hende om medvirken i flere Hong Kong-kategori III-film som Sex & Zen II (1996). Hun var en "soft porno" skuespillerinde i en periode og optrådte i den kinesiske udgave af Playboy magazine.

## Karriere
Shu Qi medvirkede i Derek Yee's 1996 film, Viva Erotica, der handlede om den erotiske filmindustri i Hong Kong sammen med Karen Mok og Leslie Cheung. Hun modtog The Best Supporting Actress-prisen for sin medvirken i Viva Erotica på den 16. Hong Kong Film Awards i 1997. Derefter medvirkede hun i Hongkong-film som Portland Street Blues (1998), City of Glass (1998), Gorgeous (1999), Stanley Kwan's The Island Tales (1999) og Hou Hsiao-hsiens kritikerroste film Millennium Mambo (2000) hvorved hun med succes gjorde springet til mainstream film.
I 2002 medvirkede Shu i den franske film The Transporter, der tillige markerede den første orientering mod det amerikanske marked. Senere fortsatte Shu med at spille i en lille, men meget mindeværdig rolle i den amerikanske romantiske komedie New York, I Love You (2008).
Blandt Shu's tidligere bemærkelsesværdige præstationer var The Foliage (2004), en romantisk film, der foregår i Yunnan under kulturrevolutionen. Hun vandt prisen som den bedste skuespillerinde på den 13. Shanghai Film Critics Awards for hendes præstationer. Shu arbejdede igen sammen med Hou Hsiao-hsien i Three Times (2005), som konkurrerede på Cannes Film Festival og Shu vandt den bedste aktørpris ved Golden Horse Awards.
I 2006 medvirkede Shu i den tredje del af gangsterfilmen My Wife Is a Gangster sammen med den koreanske skuespiller Lee Beom-soo. Hun medvirkede også sammen med Tony Leung Chiu-wai og Takeshi Kaneshiro i kriminaldramaet Confession of Pain.
Shu var medlem af juryen på Berlin International Film Festival i 2008 og Cannes Film Festival i 2009. Samme år blev hun hædret med Huabiao Awards som bedste skuespillerinde fra Taiwan og Hong Kong-regionen for hendes medvirken i den romantiske komediefilm, If You Are The One, instrueret af Feng Xiaogang. Den romantiske komedie var et hit og blev årets bedst indtjenende kinesiske film.
Shu medvirkede i Journey to the West: Conquering the Demons (2013), instrueret af Stephen Chow og løst baseret på den kinesiske litterære klassiske rejse til Vesten. Filmen overgik Lost in Thailand som den mest indtjenende kinesiske film.
Shu samarbejdede igen med direktør Hou Hsiao-hsien i sin første wuxia-film The Assassin (2015), hvor hun spillede titelrollen. Filmen modtog overvældende positive anmeldelser på Cannes Film Festival, og Shu vandt den bedste aktørpris på den asiatiske filmfestival. Samme år stod hun i filmen Mojin: The Lost Legend, tilpasset den populære eventyrshistorie serie Ghost Blows Out the Light.
I 2016 spillede Shu sammen med Feng Shaofeng og Victoria Song i den kinesiske genindspilning af My Best Friend's Wedding. Hun blev også inddraget i fantasykomedien The Village of No Return, som havde premiere på Spring Festivalens første dag i 2017. I 2017 medvirkede Shu i Stephen Fungs The Adventurers sammen med Jean Reno og Andy Lau.

## Filmografi

### Film
| År   | Titel                                       | Kinesisk titel              | Rolle                      | Noter                  |
| ---- | ------------------------------------------- | --------------------------- | -------------------------- | ---------------------- |
| 1995 | Unexpected Challenges                       | 灵欲轨道                    | Sha Sha                    |                        |
| 1996 | Sex & Zen II                                | 玉蒲團二之玉女心經          | Huan Ji                    |                        |
| 1996 | Street Angels                               | 紅燈區                      | Ming Ming                  |                        |
| 1996 | Till Death Do Us Laugh                      | 怪談協會                    | Ye                         |                        |
| 1996 | Growing Up                                  | 人细鬼大之三个Handsup的少年 | Qi Qi                      |                        |
| 1996 | Viva Erotica                                | 色情男女                    | Meng Qiao                  |                        |
| 1997 | My Dad Is a Jerk                            | 對不起，多謝你              | Angela                     |                        |
| 1997 | Love Is Not a Game, But a Joke              | 飛一般愛情小說              | Ah Shan                    |                        |
| 1997 | L-O-V-E... Love                             | 超級無敵追女仔              | Luo Fei                    |                        |
| 1997 | Those Were the Days                         | 精装难兄难弟                | Zhao Fangfang              |                        |
| 1997 | Love: Amoeba Style                          | 愛情Amoeba                  | Boy                        |                        |
| 1997 | The Fruit is Swelling                       | 蜜桃成熟時1997              | Herself                    | Cameo                  |
| 1998 | Bishonen                                    | 美少年之戀                  | Clara                      |                        |
| 1998 | The Lucky Guy                               | 行運一條龍                  | Fang Fang                  |                        |
| 1998 | The Storm Riders                            | 風雲雄霸天下                | Chu Chu                    |                        |
| 1998 | Another Meltdown                            | 碧血藍天                    | Chan Pun                   |                        |
| 1998 | Young and Dangerous: The Prequel            | 新古惑仔之少年激鬥篇        | Ah Fei                     |                        |
| 1998 | City of Glass                               | 玻璃之城                    | Yue Wen                    |                        |
| 1998 | Young and Dangerous 5                       | 98古惑仔之龍爭虎鬥          | Deng Meiling               |                        |
| 1998 | Portland Street Blues                       | 古惑仔情義篇之洪興十三妹    | Dao Baqi                   |                        |
| 1998 | Extreme Crisis                              | B計劃                       | Anita Lee                  |                        |
| 1998 | Love Generation Hong Kong                   | 新戀愛世紀                  | Joey                       |                        |
| 1999 | Gorgeous                                    | 玻璃樽                      | Ah Bu                      |                        |
| 1999 | Iron Sister                                 | 悍婦崗                      | Sun Tiemei                 |                        |
| 1999 | A Man Called Hero                           | 中華英雄                    | Mu Xiuluo                  |                        |
| 1999 | Metade Fumaca                               | 半支煙                      | Ah Nan                     |                        |
| 1999 | When I Look Upon the Stars                  | 天旋地戀                    | Kiki                       |                        |
| 1999 | My Loving Trouble 7                         | 我愛777                     | Julia / 777                |                        |
| 2000 | My Name is Nobody                           | 賭聖3無名小子               | Ku'er                      |                        |
| 2000 | The Island Tales                            | 有時跳舞                    | Mei Ling                   |                        |
| 2000 | Flyin' Dance                                | 第一次的親密接觸            | Qing Wu Fei Yang           |                        |
| 2000 | Born to Be King                             | 勝者為王                    | Deng Meiling               |                        |
| 2000 | For Bad Boys Only                           | BadBoy特攻                  | Guan Zheng                 |                        |
| 2000 | Skyline Cruisers                            | 神偷次世代                  | June                       |                        |
| 2000 | Dragon Heat                                 | 龍火                        | Herself                    | Cameo                  |
| 2000 | Bruce Law Stunts                            | 特技猛龍                    | Herself                    | Cameo                  |
| 2001 | Millennium Mambo                            | 千禧曼波                    | Vicky                      |                        |
| 2001 | Hidden Whisper                              | 小百無禁忌                  | Xiao Bai                   |                        |
| 2001 | Love Me, Love My Money                      | 有情飲水飽                  | Ya Cai                     |                        |
| 2001 | Beijing Rocks                               | 北京樂與路                  | Yang Yin                   |                        |
| 2001 | Visible Secret                              | 幽靈人間                    | June                       |                        |
| 2001 | Martial Angels                              | 絕色神偷                    | Cat                        |                        |
| 2002 | Home in My Heart                            | 山顶上的钟声                | Li Juan                    |                        |
| 2002 | The Wesley's Mysterious File                | 衛斯理藍血人                | Bai Su                     |                        |
| 2002 | Women From Mars                             | 當男人變成女人              | Messenger of Hell          |                        |
| 2002 | So Close                                    | 夕陽天使                    | Chen Ailin                 |                        |
| 2002 | Just One Look                               | 一碌蔗                      | mysterious girl on balcony | Cameo                  |
| 2002 | The Transporter                             | 非常人贩                    | Lai Kwai                   |                        |
| 2003 | The Foliage                                 | 美人草                      | Ye Xingyu                  |                        |
| 2003 | Looking for Mr. Perfect                     | 奇逢敵手                    | Xiao Ling                  |                        |
| 2003 | Magic & Me                                  | 千變魔手                    | Herself                    | Documentary short film |
| 2004 | Haunted Office                              | Office有鬼                  | Ah Shan                    |                        |
| 2004 | The Eye 2                                   | 見鬼2                       | Joey Cheung                |                        |
| 2005 | Seoul Raiders                               | 韓城攻略                    | JJ                         |                        |
| 2005 | Home Sweet Home                             | 怪物                        | May                        |                        |
| 2005 | Three Times                                 | 最好的時光                  | Xiu Mei                    |                        |
| 2006 | My Wife Is a Gangster 3                     | 我的老婆是大佬3             | Lim Yaling                 |                        |
| 2006 | Confession of Pain                          | 傷城                        | Xi Feng                    |                        |
| 2007 | Forest of Death                             | 森冤                        | Xia Songqi                 |                        |
| 2007 | The Electric Princess House                 | 电姬馆                      | pregnant woman             | Short film             |
| 2007 | Blood Brothers                              | 天堂口                      | Lulu                       |                        |
| 2008 | If You Are the One                          | 非誠勿擾                    | Liang Xiaoxiao             |                        |
| 2009 | Look for a Star                             | 游龍戲鳳                    | Xue Milan                  |                        |
| 2009 | New York, I Love You                        | 纽约,我爱你                 | Chinese herbalist          |                        |
| 2010 | City Under Siege                            | 全城戒備                    | Angel                      |                        |
| 2010 | Legend of the Fist: The Return of Chen Zhen | 精武風雲－陳真              | Kiki                       |                        |
| 2010 | If You Are the One 2                        | 非诚勿扰2                   | Liang Xiaoxiao             |                        |
| 2011 | A Beautiful Life                            | 不再讓你孤單                | Li Peiru                   |                        |
| 2011 | 10+10                                       | 十加十                      | young woman                | Short film             |
| 2012 | Love                                        | 愛                          | Fang Rouyi                 |                        |
| 2012 | The Second Woman                            | 情謎                        | Huibao / Huixiang          |                        |
| 2012 | Tai Chi 0                                   | 太極從零開始                | Mother Yang                | Cameo                  |
| 2012 | Tai Chi Hero                                | 太極Ⅱ：英雄崛起             | Mother Yang                | Cameo                  |
| 2012 | CZ12                                        | 十二生肖                    | David's wife               | Cameo                  |
| 2013 | Journey to the West: Conquering the Demons  | 西遊·降魔篇                 | Miss Duan                  |                        |
| 2014 | Gone with the Bullets                       | 一步之遥                    | Wan Yanying                |                        |
| 2015 | The Assassin                                | 刺客聶隱娘                  | Nie Yinniang               |                        |
| 2015 | All You Need Is Love                        | 落跑吧愛情                  | Ye Fenfen                  |                        |
| 2015 | Mojin: The Lost Legend                      | 鬼吹燈之尋龍訣              | Shirley Yang               |                        |
| 2015 | The Last Women Standing                     | 剩者為王                    | Sheng Ruxi                 |                        |
| 2016 | My Best Friend's Wedding                    | 我最好朋友的婚礼            | Gu Jia                     |                        |
| 2017 | The Village of No Return                    | 健忘村                      | Chen Yuxun                 |                        |
| 2017 | Journey to the West: The Demons Strike Back | 西遊伏妖篇                  | Miss Duan                  | Cameo                  |
| 2017 | The Adventurers                             | 俠盜聯盟                    | Ye Hong                    |                        |

### Tv-serier
| År   | Titel                  | Kinesisk titel   | Rolle                  | Noter |
| ---- | ---------------------- | ---------------- | ---------------------- | ----- |
| 1999 | Up Where We Belong     | 難得有情人       | Gui Ping               |       |
| 2001 | The Duke of Mount Deer | 小寶與康熙       | Little Goldfish        |       |
| 2004 | Feel 100%              | 百分百感覺       | Nikki                  | Cameo |
| 2004 | Romance of Red Dust    | 風塵三俠之紅拂女 | Hong Fu Nü             |       |
| 2006 | Stephen's Diary        | 老馮日記         | Lao Ma's ex-girlfriend | Cameo |